# Силауррен, Леонардо
Леона́рдо Сила́уррен Уриа́рте (исп. Leonardo Cilaurren Uriarte; 5 ноября 1912 — 9 декабря 1969 года) — испанский футболист, который играл на футбольном поле в качестве полузащитника. В период между 1929 и 1945 гг. выступал в чемпионатах Испании, Аргентины, Уругвая и Мексики.

## Клубная карьера
Силауррен играл за такие испанские футбольные клубы, как «Аренас» и «Атлетик Бильбао».
В 1939 году он перешёл в «Ривер Плейт», где сыграл 19 матчей и забил 3 гола. Затем он играл за уругвайский «Пеньяроль» и за клуб «Реал Эспанья» из Мексики, где был частью команды, которая выиграла чемпионский титул в 1943—44 гг., мексиканский Кубок в 1944—45 гг. и два мексиканских Суперкубка 1944 и 1945 гг.

## Карьера в сборной
Силауррен сыграл 14 матчей за сборную Испании между 1931 и 1935 годами. Также он принял участие в чемпионате мира по футболу 1934. В 1937 году принял участие в турне сборной Басконии по СССР.